# William E. Crow

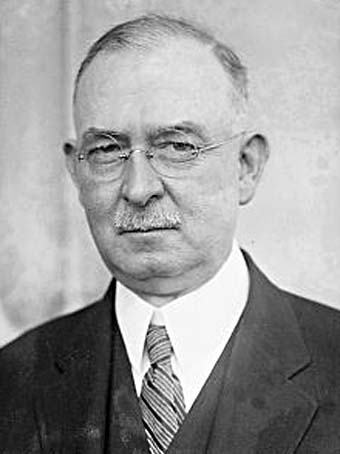
William E. Crow

William Evans Crow (* 10. März 1870 im German Township, Fayette County, Pennsylvania; † 2. August 1922 bei Uniontown, Pennsylvania) war ein US-amerikanischer Politiker (Republikanische Partei), der den Bundesstaat Pennsylvania im US-Senat vertrat.
William Crow besuchte zunächst die öffentlichen Schulen seiner Heimat, ehe er 1890 seinen Abschluss an der Southwestern State Normal School, einer Normalschule, machte; später setzte er seine Ausbildung noch auf dem College in Waynesburg fort. Danach arbeitete er drei Jahre im Zeitungsgewerbe und studierte schließlich die Rechtswissenschaften. Nach der Aufnahme in die Anwaltskammer im Jahr 1895 begann er in Uniontown zu praktizieren.
1896 wurde Crow zum stellvertretenden Bezirksstaatsanwalt ernannt; zwei Jahre später erfolgte die Wahl ins Amt des Bezirksstaatsanwalts, das er bis 1901 innehatte. Seine politische Laufbahn begann mit der Wahl in den Senat von Pennsylvania, dem Crow bis 1921 angehörte. Während dieser Zeit war er Delegierter zu den Republican National Conventions der Jahre 1916 und 1920. Er legte sein Mandat auf Staatsebene nieder, nachdem er zum Nachfolger des verstorbenen Philander C. Knox im US-Senat ernannt worden war. Im Kongress saß Crow ab dem 24. Oktober 1921; er starb dann am 2. August 1922 selbst im Amt.
Sein Sohn William war von 1947 bis 1949 Mitglied des US-Repräsentantenhauses für Pennsylvania.